# Parc Ōdōri
El Parc Ōdōri (大通公園, Ōdōri Kōen) és un parc urbà, una avinguda i una zona localitzada al centre de la ciutat de Sapporo, capital de Hokkaido, Japó. El nom "Ôdôri" vol dir en català "avinguda" o "carrer gran". La zona es divideix des de l'est amb el "Nishi 1 chôme" fins a l'oest amb el "Nishi 12 chôme", divint pel mig la ciutat entre un sector al nord i al sud. El parc Ôdôri abasta 78.901 m² i té una llargària de 1,5 km. Durant la planificació i construcció de Sapporo, estava planejat que aquest fos el carrer principal, per això el seu nom, però posteriorment i degut a la predilecció per part dels saporencs del lloc com a zona d'esplai, va anar-se convertint en el parc que és avui dia. El parc Ôdôri és un dels llocs més emblemàtics de la capital de Hokkaido i, durant tot l'any, tenen lloc diversos esdeveniments socials i festius com per exemple el festival de la neu de Sapporo o el festival de les liles i es troben monuments com la torre de Sapporo TV, al centre del parc, o l'arxiu històric municipal, que es troba a la contornada, així com molts centres comercials.